# John Giheno
John Giheno, född 1950, död 20 mars 2017, var tillförordnad regeringschef i Papua Nya Guinea 27 mars-2 juni 1997.